# Victor-Amédée Le Besgue
Pour les articles homonymes, voir Lebesgue.
Ne doit pas être confondu avec Henri-Léon Lebesgue.
Victor-Amédée Le Besgue est un mathématicien français, né le 2 octobre 1791 à Grandvilliers et mort le 10 juin 1875 à Bordeaux). Il a travaillé sur la théorie des nombres.

## Biographie
Victor-Amédée Le Besgue est le fils d’un commissaire près le tribunal du district de Grandvilliers.
Bachelier ès sciences à Paris en 1813, il devient suppléant au collège de Saint-Quentin l'année suivante, puis successivement régent de 6e au collège d'Abbeville en 1817, de mathématiques au collège d'Épinal en 1831 et de Neufchâteau en 1834.
En congé pour poursuivre ses études, il suit des cours à la Sorbonne et obtient sa licence ès sciences à Strasbourg en 1836.
Suppléant Cournot à Grenoble en 1837, il obtient son doctorat et sa titularisation en tant que professeur titulaire de la chaire de mathématiques pures de la faculté des sciences de Bordeaux en 1838.
Il est élu membre correspondant de l'Académie des sciences (section de géométrie) en 1847.
Il travaille sur la théorie des nombres. Par exemple il montre en 1850 que pour tout nombre premier {\displaystyle p}, l'équation diophantienne {\displaystyle x^{p}-y^{2}=1} n'a pas de solution non-triviale. On lui doit également en 1838 l'une des 200 preuves connues de la loi de réciprocité quadratique, basée sur le dénombrement des solutions de l'équation {\displaystyle x_{1}^{2}+\dots +x_{p}^{2}=1} dans un corps fini.

## Publications
- Thèses de mécanique et d'astronomie, 1837
- Exercices d'analyse numérique, 1859 (lire en ligne)
- Introduction à la théorie des nombres, Paris, 1862 (lire en ligne)
- Tables diverses pour la décomposition des nombres en leurs facteurs premiers, 1864